# Haragarahalli, Sakleshpur
Haragarahalli là một làng thuộc tehsil Sakleshpur, huyện Hassan, bang Karnataka, Ấn Độ.